# Міжнародне публічне право
Міжнаро́дне публі́чне пра́во — це сукупність юридичних принципів та норм, що відображають узгоджені позиції суб'єктів і призначені для регулювання відносин між державами та іншими учасниками міжнародно-правових відносин.
Сучасне міжнародне публічне право має певні особливості, які відрізняють його від класичного міжнародного права та від внутрішньодержавних правових систем. Найголовнішими серед таких особливостей є:
- загальним, оскільки регулює відносини між будь-якими країнами, незалежно від їх соціально-економічного устрою, економічного та оборонного потенціалу тощо;
- має координаційний характер;
- в основі лежать положення Статуту ООН як міжнародного договору особливого характеру;
- основними суб'єктами міжнародного права є держави, хоча останнім часом дедалі більше зростає роль міжнародних міжурядових організацій;
- норми міжнародного права утворюються безпосередньо його суб'єктами, які забезпечують функціонування специфічного механізму їх реалізації;
- наявність в його структурі особливої групи норм, які називаються основними принципами міжнародного права.

Міжнародне публічне право включає в себе такі галузі та інститути:
- Дипломатичне право і консульське право
- Міжнародне повітряне право
- Міжнародне гуманітарне право
- Міжнародне космічне право
- Міжнародне атомне право
- Міжнародне морське право
  - інститут виключної економічної зони
  - інститут континентального шельфу
  - інститут територіального моря
- Міжнародне кримінальне право
- Міжнародне економічне право
- Міжнародне право охорони навколишнього середовища
- Право міжнародної безпеки
- Право міжнародних договорів
- Право міжнародних організацій
- Право прав людини

Міжгалузеві інститути:
- - інститут міжнародно-правової відповідальності
  - інститут правонаступництва

Крім цього в науці міжнародного права окремо виділяють Загальну та Особливу частини міжнародного публічного права.